# Eleições estaduais no Rio de Janeiro em 2006
As eleições estaduais no Rio de Janeiro em 2006 ocorreram, juntamente com as eleições nacionais nos dias 1º e 29 de outubro. Estas elegeram um governador, um senador, 46 deputados federais e 70 deputados estaduais. O processo eleitoral foi marcado pela sucessão para o cargo ocupado pela então governadora Rosinha Garotinho, do PMDB, eleita em 2002 pelo PSB, mas que não disputou a reeleição mesmo estando apta. 
Como nenhum dos candidatos a cargos no Executivo fluminense obtiveram mais da metade do votos válidos, um segundo turno foi realizado na eleição para o Governo do Estado, onde o jornalista e senador Sérgio Cabral Filho, candidato do Partido do Movimento Democrático Brasileiro, foi eleito com 68% dos votos válidos, derrotando a ex-juíza e deputada federal Denise Frossard, do Partido Popular Socialista, que obteve 32%.
Para o Senado Federal, foi eleito o deputado federal Francisco Dornelles, do Partido Progressista, que recebeu 45,86% dos votos válidos, seguido pela deputada federal Jandira Feghali (PCdoB) com 37,51%, e pelo ex-vereador e ex-secretário Alfredo Sirkis (PV), com 6,75%. O também deputado federal Ronaldo Cezar Coelho, candidato pelo PSDB, ficou com o quarto lugar, com 5,03% dos votos.

## Regras

### Governador e Vice-governador
No geral, as regras para as eleições presidenciais também se aplicam às estaduais. Isto é, as eleições possuem dois turnos e se nenhum dos candidatos alcança maioria absoluta dos votos válidos, um segundo turno entre os dois mais votados acontece. 

### Senador
Conforme rodízio previsto para as eleições ao Senado, em 2006 foi disputada apenas uma vaga por estado com mandato de 8 anos. O candidato mais votado é eleito, não havendo segundo turno para as eleições legislativas.

## Candidatos

### Governador
| Candidato(a) a governador(a) | Candidato(a) a governador(a) | Candidato(a) a vice-governador(a) | Número | Coligação/Partido                                             |
| ---------------------------- | ---------------------------- | --------------------------------- | ------ | ------------------------------------------------------------- |
|                              | Alexandre Furtado (PSL)      | Marcelo Oliveira (PSL)            | 17     | Partido Social Liberal PSL                                    |
|                              | Carlos Lupi (PDT)            | Carlos Correia (PDT)              | 12     | Partido Democrático Trabalhista PDT                           |
|                              | Denisse Frossard (PPS)       | Eider Dantas (PFL)                | 23     | Unir Para Mudar PPS, PFL e PV                                 |
|                              | Eduardo Paes (PSDB)          | Maristela Kubitschek (PSDB)       | 45     | Partido da Social Democracia Brasileira PSDB                  |
|                              | Eliane Cunha (PRP)           | Valter Raulino (PRP)              | 44     | Partido Republicano Progressista PRP                          |
|                              | Milton Temer (PSOL)          | Eliomar Coelho (PSOL)             | 50     | Frente de Esquerda PSOL, PSTU e PCB                           |
|                              | Luiz Novaes (PSDC)           | Coronel Mendonça (PSDC)           | 27     | Partido Social Democrata Cristão PSDC                         |
|                              | Marcelo Crivella (PRB)       | José Carlos de Assis (PRB)        | 10     | Crescendo com o Rio PRB, PRTB e PTN                           |
|                              | Sérgio Cabral Filho (PMDB)   | Luiz Fernando Pezão (PMDB)        | 15     | Unidos pelo Rio PMDB, PP, PTB, PL, PSC, PAN, PMN, PRONA e PTC |
|                              | Thelma Maria Bastos (PCO)    | Angélica Veloso (PCO)             | 29     | Partido da Causa Operária PCO                                 |
|                              | Vladimir Palmeira (PT)       | Adelgicio de Almeida (PSB)        | 13     | Um Rio Para Todos PT, PSB e PCdoB                             |

### Senador
| Candidato(a) a senador | Candidato(a) a senador                             | Número | Candidatos a suplente                                          | Coligação/Partido                                                  |
| ---------------------- | -------------------------------------------------- | ------ | -------------------------------------------------------------- | ------------------------------------------------------------------ |
|                        | Alfredo Sirkis (PV)                                | 433    | Eurico Toledo (PV) José Augusto Silveira (PV)                  | Unir Para Mudar PPS, PFL e PV                                      |
|                        | Arlindo Silva (PRTB)                               | 280    | Apóstolo Elieser (PRTB) Paulo Fontes (PRTB)                    | Crescendo com o Rio PRB, PRTB e PTN                                |
|                        | Arnóbio Bezerra (PTN)                              | 190    | Diogo Maia (PTN) Orpheu Santos Salles (PTN)                    | Crescendo com o Rio PRB, PRTB e PTN                                |
|                        | Carlos César (PCO)                                 | 290    | Jacy Lopes (PCO) Marina Rocha (PCO)                            | Partido da Causa Operária PCO                                      |
|                        | Dayse Oliveira (PSTU)                              | 161    | Carlão (PSTU) Zeca do PSTU (PSTU)                              | Frente de Esquerda PSOL, PSTU e PCB                                |
|                        | Edialeda Nascimento (PDT)                          | 123    | Fernando Bandeira (PDT) Wanubia de Carvalho (PDT)              | Partido Democrático Trabalhista PDT                                |
|                        | Francisco Dornelles (PP)                           | 111    | Péricles Ferreira Olivier (PP) José Calp Filho (PTB)           | Unidos pelo Rio PMDB, PP, PTB, PL, PTB, PSC, PAN, PMN, PRONA e PTC |
|                        | Irvânio dos Santos (PSDC) Substituiu Jimmy Pereira | 272    | Mária Fátima Lima (PSDC) Sueli Cardoso Machado (PSDC)          | Partido Social Democrata Cristão PSDC                              |
|                        | Jandira Feghali (PCdoB)                            | 651    | Roberto Amaral (PSB) Maurício Maugnaini (PCdoB)                | Um Rio Para Todos PT, PSB e PCdoB                                  |
|                        | Tunico de Souza (PSL)                              | 170    | Elias Messias (PSL) Juarez Torres Barbosa (PSL)                | Partido Social Liberal PSL                                         |
|                        | Ornisson Fernandes (PHS)                           | 310    | Alberto Barbosa dos Santos (PHS) Wagner Ferreira Marques (PHS) | Partido Humanista da Solidariedade PHS                             |
|                        | Oswaldo Souza (PRP)                                | 441    | Mauro Cunha (PRP) José Carlos Kesseles (PRP)                   | Partido Republicano Progressista PRP                               |
|                        | Raymundo de Oliveira (PCB)                         | 212    | Dinarco Reis Filho (PCB) Fransisco Isnard Barrocas (PCB)       | Frente de Esquerda PSOL, PSTU e PCB                                |
|                        | Ronaldo Cezar Coelho (PSDB)                        | 456    | Nilo Teixeira Campos (PSDB) Augusto Werneck (PSDB)             | Partido da Social Democracia Brasileira PSDB                       |
|                        | Rosângela Gomes (PRB)                              | 100    | Jerônimo Alves (PRB) Vilma dos Santos (PRB)                    | Crescendo com o Rio PRB, PRTB e PTN                                |
|                        | Suêd Nogueira (PTdoB)                              | 707    | Nildo Rodrigues (PTdoB) Clesio Barreto (PTdoB)                 | Partido Trabalhista do Brasil PTdoB                                |

## Pesquisas de opinião

### Governo do Estado

#### 1º turno
| Data                        | Instituto | Candidato            | Candidato      | Candidato      | Candidato   | Candidato     | Candidato  | Candidato           | Candidato          | Candidato     | Candidato     | Candidato          | Candidato        | Candidato          |
| Data                        | Instituto | Sérgio Cabral (PMDB) | Frossard (PPS) | Crivella (PRB) | Paes (PSDB) | Vladimir (PT) | Lupi (PDT) | Milton Temer (PSOL) | Eliane Cunha (PRP) | Novaes (PSDC) | Furtado (PSL) | Thelma Maria (PCO) | Brancos ou Nulos | Nenhum ou Não sabe |
| --------------------------- | --------- | -------------------- | -------------- | -------------- | ----------- | ------------- | ---------- | ------------------- | ------------------ | ------------- | ------------- | ------------------ | ---------------- | ------------------ |
| 21 e 22 de agosto de 2006   | Datafolha | 41%                  | 11%            | 19%            | 3%          | 1%            | 1%         | 1%                  | 0%                 | 1%            | 0%            | 0%                 | 11%              | 8%                 |
| 27 a 29 de agosto de 2006   | Ibope     | 41%                  | 12%            | 17%            | 2%          | 1%            | 1%         | 0%                  | 0%                 | 0%            | 0%            | 0%                 | 12%              | 13%                |
| 5 e 6 de setembro de 2006   | Datafolha | 44%                  | 15%            | 18%            | 2%          | 2%            | 1%         | 0%                  | 0%                 | 0%            | 0%            | 0%                 | 6%               | 8%                 |
| 5 a 7 de setembro de 2006   | Ibope     | 41%                  | 13%            | 17%            | 3%          | 2%            | 1%         | 0%                  | 0%                 | 0%            | 0%            | 0%                 | 8%               | 13%                |
| 10 a 12 de setembro de 2006 | Ibope     | 42%                  | 15%            | 16%            | 3%          | 2%            | 1%         | 0%                  | 0%                 | 1%            | 0%            | 0%                 | 8%               | 11%                |
| 18 e 19 de setembro de 2006 | Datafolha | 43%                  | 19%            | 15%            | 4%          | 3%            | 1%         | 1%                  | 0%                 | 0%            | 0%            | 0%                 | 6%               | 7%                 |
| 27 de setembro de 2006      | Datafolha | 40%                  | 21%            | 19%            | 4%          | 2%            | 1%         | 1%                  | 1%                 | 1%            | 1%            | 0%                 | 5%               | 5%                 |

#### 2º turno
| 6 de outubro de 2006  | Datafolha | 53% | 34% | 7% | 5% |
| 12 de outubro de 2006 | Ibope     | 56% | 32% | 7% | 5% |
| 17 de outubro de 2006 | Datafolha | 57% | 33% | 6% | 4% |
| 19 de outubro de 2006 | Ibope     | 60% | 30% | 6% | 4% |

## Resultado da eleição para Governador

### Primeiro turno
| Candidato (a)              | Vice                        | 1º turno 1 de outubro de 2006 | 1º turno 1 de outubro de 2006 | 2º turno 26 de outubro de 2006 | 2º turno 26 de outubro de 2006 |
| Candidato (a)              | Vice                        | Total                         | Porcentagem                   | Total                          | Porcentagem                    |
| -------------------------- | --------------------------- | ----------------------------- | ----------------------------- | ------------------------------ | ------------------------------ |
| Sérgio Cabral Filho (PMDB) | Luiz Fernando Pezão (PMDB)  | 3.422.528                     | 41,42%                        | 5.129.064                      | 68,00%                         |
| Denise Frossard (PPS)      | Eider Dantas (PFL)          | 1.965.003                     | 23,78%                        | 2.413.546                      | 32,00%                         |
| Marcelo Crivella (PRB)     | José Carlos de Assis (PRB)  | 1.531.431                     | 18,54%                        |                                |                                |
| Vladimir Palmeira (PT)     | Adelgicio de Almeida (PSB)  | 633.601                       | 7,67%                         |                                |                                |
| Eduardo Paes (PSDB)        | Maristela Kubitschek (PSDB) | 440.484                       | 5,33%                         |                                |                                |
| Carlos Lupi (PDT)          | Carlos Correia (PDT)        | 125.735                       | 1,52%                         |                                |                                |
| Milton Temer (PSOL)        | Eliomar Coelho (PSOL)       | 118.936                       | 1,44%                         |                                |                                |
| Luiz Novaes (PSDC)         | Miguel Mendonça (PSDC)      | 7.869                         | 0,10%                         |                                |                                |
| Eliane Cunha (PRP)         | Valter Raulino (PRP)        | 7.215                         | 0,09%                         |                                |                                |
| Alexandre Furtado (PSL)    | Marcelo Oliveira (PSL)      | 5.304                         | 0,06%                         |                                |                                |
| Thelma Maria Bastos (PCO)  | Angélica Veloso (PCO)       | 4.178                         | 0,05%                         |                                |                                |
| → Total de votos válidos   | → Total de votos válidos    | 8.262.264                     | 89,26                         | 7.542.610                      | 83,78                          |
| → Votos em branco          | → Votos em branco           | 399.211                       | 4,31                          | 257.100                        | 2,85                           |
| → Votos nulos              | → Votos nulos               | 594.195                       | 6,41                          | 1.202.206                      | 13,35                          |
| Total de Inscritos         | Total de Inscritos          | 9.255.690                     | 84,98                         | 9.001.916                      | 82,65                          |
| Abstenções                 | Abstenções                  | 1.635.603                     | 15,02                         | 1.889.377                      | 17,35                          |
| Total                      | Total                       | 10.891.293                    | 100                           | 10.891.293                     | 100                            |

## Resultado da eleição para Senador
| Candidatos a senador da República | Candidatos a suplente de senador                           | Número | Coligação                                                       | Votação   | Percentual |
| --- | ---------------------------------------------------------- | ------ | --------------------------------------------------------------- | --------- | ---------- |
| Francisco Dornelles PP | Péricles Ferreira Olivier PP José Calp Filho PTB           | 111    | Unidos pelo Rio (PMDB, PP, PL, PTB, PSC, PAN, PMN, PRONA e PTC) | 3.373.731 | 45,83%     |
| Jandira Feghali PCdoB | Roberto Amaral PSB Maurício Maugnaini PCdoB                | 651    | Um Rio para Todos (PT, PSB e PCdoB)                             | 2.761.216 | 37,51%     |
| Alfredo Sirkis PV | Eurico Toledo PV José Augusto Silveira PV                  | 433    | Unir para Mudar (PPS, PFL e PV)                                 | 497.156   | 6,75%      |
| Ronaldo Cezar Coelho PSDB | Nilo Teixeira Campos PSDB Augusto Werneck PSDB             | 456    | —                                                               | 370.080   | 5,03%      |
| Rosângela Gomes PRB | Jerônimo Alves PRB Vilma dos Santos PRB                    | 100    | Crescendo com o Rio (PRB, PRTB e PTN)                           | 264.155   | 3,59%      |
| Edialeda Nascimento PDT | Fernando Bandeira PDT Wanubia de Carvalho PDT              | 122    | —                                                               | 60.527    | 0,82%      |
| Raymundo de Oliveira PCB | Dinarco Reis Filho PCB Francisco Isnard Barrocas PCB       | 212    | Frente de Esquerda (PSOL, PSTU, PCB)                            | 16.990    | 0,23%      |
| Tunico de Souza PSL | Elias Messias PSL Juarez Torres Barbosa PSL                | 170    | —                                                               | 4.869     | 0,07%      |
| Oswaldo Souza PRP | Mauro Cunha PRP José Carlos Kesseles PRP                   | 441    | —                                                               | 2.611     | 0,04%      |
| Irvanio dos Santos PSDC | Maria Fátima Lima PSDC Sueli Cardoso Machado PSDC          | 272    | —                                                               | 2.496     | 0,03%      |
| Ornisson Fernandes PHS | Alberto Barbosa dos Santos PHS Wagner Ferreira Marques PHS | 310    | —                                                               | 2.292     | 0,03%      |
| Sued Nogueira (PTdoB), Arnobio Bezerra (PTN), Dayse Oliveira (PSTU), Arlindo Silva (PRTB) e Carlos César (PCO) tiveram as candidaturas impugnadas. |                                                            |        |                                                                 |           |            |

## Deputados federais eleitos
São relacionados os 46 candidatos eleitos ao cargo de deputado federal pelo estado do Rio de Janeiro que assumiram o mandato em 1º de fevereiro de 2007.

Representação eleita
  PMDB: 10
  PT: 6
  PFL: 5
  PSDB: 3
  PSC: 3
  PDT: 3
  PPS: 3
  PP: 2
  PTB: 2
  PV: 1
  PSOL: 1
  PSB: 1
  PRB: 1
  PCdoB: 1
  PTdoB: 1
  PL: 1
  PHS: 1
  PRONA: 1

Fonteː
| Número | Candidato eleito   | Partido | Votação | Percentual |
| 4321   | Fernando Gabeira   | PV      | 293.057 | 3,67%      |
| 1554   | Geraldo Pudim      | PMDB    | 272.457 | 3,41%      |
| 2587   | Rodrigo Maia       | PFL     | 235.111 | 2,95%      |
| 4545   | Andreia Zito       | PSDB    | 190.413 | 2,39%      |
| 1580   | Leonardo Picciani  | PMDB    | 173.211 | 2,17%      |
| 1500   | Nelson Bornier     | PMDB    | 132.933 | 1,67%      |
| 1530   | Eduardo Cunha      | PMDB    | 130.773 | 1,64%      |
| 5050   | Chico Alencar      | PSOL    | 119.069 | 1,49%      |
| 2006   | Hugo Leal          | PSC     | 112.789 | 1,41%      |
| 1512   | Edson Ezequiel     | PMDB    | 111.017 | 1,39%      |
| 1311   | Edson Santos       | PT      | 105.114 | 1,32%      |
| 4040   | Alexandre Cardoso  | PSB     | 102.617 | 1,29%      |
| 2522   | Solange Amaral     | PFL     | 101.428 | 1,27%      |
| 1120   | Jair Bolsonaro     | PP      | 99.700  | 1,25%      |
| 1125   | Simão Sessim       | PP      | 95.955  | 1,20%      |
| 2511   | Indio da Costa     | PFL     | 91.538  | 1,15%      |
| 4555   | Otavio Leite       | PSDB    | 90.629  | 1,14%      |
| 1414   | Sandro Matos       | PTB     | 88.951  | 1,11%      |
| 1010   | Léo Vivas          | PRB     | 83.127  | 1,04%      |
| 1513   | Alexandre Santos   | PMDB    | 80.855  | 1,01%      |
| 1422   | Manoel Ferreira    | PTB     | 80.016  | 1,00%      |
| 1331   | Jorge Bittar       | PT      | 79.947  | 1,00%      |
| 1312   | Luiz Sérgio        | PT      | 78.781  | 0,99%      |
| 6565   | Edmilson Valentim  | PCdoB   | 76.297  | 0,96%      |
| 2000   | Deley              | PSC     | 72.710  | 0,91%      |
| 1313   | Cida Diogo         | PT      | 70.540  | 0,88%      |
| 1518   | Marcelo Itagiba    | PMDB    | 70.057  | 0,88%      |
| 1501   | Solange Almeida    | PMDB    | 69.432  | 0,87%      |
| 1310   | Chico d'Ângelo     | PT      | 68.918  | 0,86%      |
| 1222   | Miro Teixeira      | PDT     | 68.352  | 0,86%      |
| 1555   | Fernando Lopes     | PMDB    | 66.522  | 0,83%      |
| 1511   | Bernardo Ariston   | PMDB    | 65.576  | 0,82%      |
| 4551   | Silvio Lopes       | PSDB    | 64.228  | 0,80%      |
| 2513   | Rogerio Lisboa     | PFL     | 64.184  | 0,80%      |
| 1234   | Brizola Neto       | PDT     | 62.091  | 0,78%      |
| 1301   | Carlos Santana     | PT      | 61.792  | 0,77%      |
| 2502   | Arolde de Oliveira | PFL     | 61.440  | 0,77%      |
| 7085   | Vinicius Carvalho  | PTdoB   | 59.524  | 0,75%      |
| 2315   | Marina Maggessi    | PPS     | 55.031  | 0,69%      |
| 2020   | Filipe Pereira     | PSC     | 51.062  | 0,64%      |
| 2211   | Adilson Soares     | PL      | 48.371  | 0,61%      |
| 2369   | Neilton Mulim      | PPS     | 44.671  | 0,56%      |
| 2343   | Leandro Sampaio    | PPS     | 44.575  | 0,56%      |
| 1250   | Renato Cozzolino   | PDT     | 39.108  | 0,49%      |
| 3131   | Felipe Bornier     | PHS     | 30.782  | 0,39%      |
| 5680   | Suely              | PRONA   | 23.459  | 0,29%      |

## Deputados estaduais eleitos
No Rio de Janeiro foram eleitos setenta (70) deputados estaduais.

Representação eleita
  PMDB: 17
  PSDB: 6
  PT: 6
  PFL: 6
  PDT: 5
  PSC: 5
  PSB: 3
  PL: 2
  PP: 2
  PPS: 2
  PMN: 2
  PHS: 2
  PAN: 2
  PTC: 1
  PRONA: 1
  PCdoB: 1
  PRB: 1
  PTB: 1
  PSL: 1
  PTdoB: 1
  PV: 1
  PSDC: 1
  PSOL: 1

Fonteː
| Número | Candidato               | Partido | Votação | Percentual |
| ------ | ----------------------- | ------- | ------- | ---------- |
| 45205  | Zito                    | PSDB    | 204.880 | 2,51%      |
| 15505  | Pedro Augusto           | PMDB    | 115.060 | 1,41%      |
| 12123  | Wagner Montes           | PDT     | 111.802 | 1,37%      |
| 15288  | Paulo Melo              | PMDB    | 109.408 | 1,34%      |
| 15111  | Álvaro Lins             | PMDB    | 108.652 | 1,33%      |
| 15122  | Graça Matos             | PMDB    | 92.163  | 1,13%      |
| 15369  | Altineu Cortes          | PMDB    | 87.283  | 1,07%      |
| 13010  | Alessandro Molon        | PT      | 85.798  | 1,05%      |
| 15145  | Alair Corrêa            | PMDB    | 80.700  | 0,99%      |
| 13170  | Carlos Minc             | PT      | 78.311  | 0,96%      |
| 15159  | Jorge Picciani          | PMDB    | 76.468  | 0,94%      |
| 15101  | Domingos Brazão         | PMDB    | 73.263  | 0,90%      |
| 25625  | Pedro Fernandes Neto    | PFL     | 68.812  | 0,84%      |
| 25678  | Rodrigo Dantas          | PFL     | 67.362  | 0,82%      |
| 25617  | Dr. Márcio Panisset     | PFL     | 67.117  | 0,82%      |
| 20120  | Sabino                  | PSC     | 66.309  | 0,81%      |
| 22607  | Alcides Rolim           | PL      | 65.958  | 0,81%      |
| 15615  | Dica                    | PMDB    | 60.567  | 0,74%      |
| 11111  | Dionísio Lins           | PP      | 59.580  | 0,73%      |
| 12212  | Cidinha Campos          | PDT     | 53.556  | 0,66%      |
| 15345  | Chiquinho da Mangueira  | PMDB    | 53.493  | 0,65%      |
| 25633  | Graça Pereira           | PFL     | 51.255  | 0,63%      |
| 20126  | Coronel Jairo           | PSC     | 50.818  | 0,62%      |
| 15280  | Noel de Carvalho        | PMDB    | 50.542  | 0,62%      |
| 36789  | Jane Cozzolino          | PTC     | 50.496  | 0,62%      |
| 25234  | Natalino José Guimarães | PFL     | 49.405  | 0,60%      |
| 15210  | Roberto Dinamite        | PMDB    | 49.097  | 0,60       |
| 15088  | Édson Abertassi         | PMDB    | 48.849  | 0,60       |
| 40140  | Dr. Wilson Cabral       | PSB     | 47.643  | 0,58       |
| 23123  | André Corrêa            | PPS     | 47.507  | 0,58       |
| 15300  | Fábio Silva             | PMDB    | 45.957  | 0,56       |
| 45620  | Luiz Paulo              | PSDB    | 45.218  | 0,55       |
| 12200  | Sheila Gama             | PDT     | 44.984  | 0,55       |
| 45345  | Glauco Lopes            | PSDB    | 44.782  | 0,55       |
| 15000  | Sula                    | PMDB    | 43.549  | 0,53       |
| 11120  | Flávio Bolsonaro        | PP      | 43.099  | 0,53       |
| 15120  | Aparecida Gama          | PMDB    | 42.701  | 0,52       |
| 15190  | Nelson Gonçalves        | PMDB    | 42.268  | 0,52       |
| 56123  | Édino Fonseca           | PRONA   | 41.991  | 0,51       |
| 25369  | Marcelino d'Almeida     | PFL     | 41.614  | 0,51       |
| 13651  | Rodrigo Neves           | PT      | 41.288  | 0,50       |
| 12345  | Paulo Ramos             | PDT     | 40.798  | 0,50       |
| 65123  | Fernando Gusmão         | PCdoB   | 40.704  | 0,50       |
| 10100  | Beatriz Santos          | PRB     | 39.266  | 0,48       |
| 33233  | Christino Áureo         | PMN     | 39.161  | 0,48       |
| 23601  | Comte Bitencourt        | PPS     | 38.982  | 0,48       |
| 14123  | José Nader Júnior       | PTB     | 38.210  | 0,47       |
| 17123  | Marcos Abrahão          | PSL     | 36.714  | 0,45       |
| 70222  | Jodenir Soares          | PTdoB   | 36.645  | 0,45       |
| 31624  | Anabal                  | PHS     | 36.462  | 0,45       |
| 13633  | Inês Pandeló            | PT      | 36.395  | 0,45       |
| 12612  | Olney Botelho           | PDT     | 35.384  | 0,43       |
| 40233  | Rogério Cabral          | PSB     | 33.513  | 0,41       |
| 13455  | Gilberto Palmares       | PT      | 32.894  | 0,40       |
| 43043  | André do PV             | PV      | 32.832  | 0,40       |
| 31011  | Marcelo Simão           | PHS     | 32.654  | 0,40       |
| 13444  | Jorge Babu              | PT      | 32.563  | 0,40       |
| 33333  | Alessandro Calazans     | PMN     | 32.528  | 0,40       |
| 45245  | Gérson Bergher          | PSDB    | 31.967  | 0,39       |
| 20145  | Marco Figueiredo        | PSC     | 31.643  | 0,39       |
| 20580  | Dr. Audir               | PSC     | 31.403  | 0,38       |
| 450001 | Pedro Paulo             | PSDB    | 31.355  | 0,38       |
| 40777  | Armando José            | PSB     | 30.959  | 0,38       |
| 26123  | Renata do Posto         | PAN     | 28.124  | 0,34       |
| 20003  | Tucalo Dias             | PSC     | 28.036  | 0,34       |
| 26000  | Walney Rocha            | PAN     | 27.923  | 0,34       |
| 22025  | Waldeth do INPS         | PL      | 20.932  | 0,26       |
| 27123  | João Peixoto            | PSDC    | 20.542  | 0,25       |
| 45000  | Mário Marques           | PSDB    | 19.710  | 0,24       |
| 50123  | Marcelo Freixo          | PSOL    | 13.547  | 0,17       |